# Janez Čop (literat)
Janez Čop, slovenski literat, *1810 ali 28. junij 1813, Žirovnica, † 25. junij 1845 ali 1846, Dunaj.

## Življenje in delo
Janez Čop, brat M.Čopa, je v Ljubljani obiskoval normalko in gimnazijo (1822-31), v Milanu študiral filozofijo (1831-33) ter bil nato domači učitelj na Dunaju. Po Matijevi smrti je bil 19. avgusta 1835 v Ljubljani in je pomagal pri sestavljanju seznama njegove knjižnice, napravil tu izpit iz latinščine in se vrnil na Dunaj kjer je napravil pravosodne izpite ter služil v Trstu in končno kot finančni uradnik na Dunaju.
Že kot gimnazijec se je naučil italijanščine ter se seznanil s francoščino, obenem se pa poglobil v teorijo literarnih del ter prišel z mlado slovensko književnostjo v ožji stik. V Milanu je poglobil znanje latinščine in vsled privatnega študija deloma tudi francoščine, čital starejše in novejše italijanske avtorje, (Petrarco je v pismih 3. decembra 1832 in 26. januarja 1833 označil bratu za dolgočasnega pisatelja), kazal pa je tudi smisel za risanje in glasbo, na Dunaju je poleg strokovnih predavanj še od 1834 do 1835 obiskoval francoske tečaje ter predavanja o vzgoji, avstrijski zgodovini in klasični literaturi.
Čop je zlasti rad zahajal v družbo Ljudevita Gaja, kadar je le ta prišel na Dunaj. Začel je čitati tudi hrvaško literaturo, želel dobiti hrvaško ali srbsko slovnico in se pridružil krogu mladih dunajskih Slovanov, ki so želeli seznanjati drug drugega s svojim jezikom. Še iz Milana je dregal, naj piše Prešeren slovenske (»kranjske«) romane ter jih lokalizira na Gorenjsko ali v Bohinj, ali pa opisuje te kraje v liričnih spevih. Obenem je tudi že namigoval, naj Prešeren opusti pisanje v nemščini. 
Več pesmi je poslal še pred 13. oktobrom 1834 bratu za objavo v Čbelici. Nameraval je pisati tudi slovensko tragedijo ter v tem smislu  20. novembra 1834 pisal bratu in od njega dobiti nasvet, katera »snov iz domače zgodovine« bi se mu zdela v ta namen najprimernejša. Po bratovi smrti je izgubil prejšnji živi stik z ljubljanskimi literarnimi krogi, vendar je skušal še 15. maja 1839 pridobiti Prešerna in Kastelica za sodelovanje pri Schmidlovi »Statistisch-geographische Beschreibung des österr. Kaiserstaates«. V tisku je izšel samo njegov sonet Razumeš jezik véčne porodníice. Čbeličarji so bili z njegovimi pesmimi »zadovoljni«. Priznanje brata Matije, ki je verjetno govoril tudi v imenu Kastelica in eventualno še Prešerna, priča v zvezi z ohranjenim sonetom, da bi se bil ob ugodnejših slovenskih literarnih razmerah mogel razviti iz Janeza Čopa pesnik, ki bi bil Slovencem nekaj pomenil.